# Byram cum Sutton
Byram cum Sutton is een civil parish in het bestuurlijke gebied Selby, in het Engelse graafschap North Yorkshire met 1434 inwoners.